# Krystyna Dąbrowska
Krystyna Dąbrowska (25 de noviembre de 1906-1 de septiembre de 1944) fue una escultora y pintora polaca. Estudiaba en Poznań (1925-1930), Varsovia (1933-1935, en el estudio de Tadeusz Breyer) y en Roma (1935-1938). Miembro de Polaca Organización de Artistas - «El Capitolio». Durante de Segunda Guerra Mundial miembro de Armia Krajowa. Falleció durante de Alzamiento de Varsovia.